# Result
Singles de Nami Tamaki
My Way / Sunrize
(2006) Sanctuary
(2006)
Result est le 11e single de Nami Tamaki sorti sous le label Sony Music Entertainment Japan le 3 mai 2006 au Japon. Il atteint la 5e place du classement de l'Oricon, et reste classé pendant 6 semaines, pour un total de 39 288 exemplaires vendus.
Result a été utilisé comme 1er thème de fin de l'anime Gundam Seed Destiny : édition spéciale. Result se trouve sur la compilation Graduation ~Singles~, sur l'album Speciality et sur l'album remix Reproduct Best.

## Liste des titres
| 1. | Result                | shungo. | Fujisuke Miki, Saitou Shinya | 4:17 |
| 2. | Making the pride      | 藤末樹  | Yūta Nakano                  | 5:03 |
| 3. | Stay Gold             | mavie   | y@suo ohtani, Saitou Shinya  | 4:04 |
| 4. | Result (Instrumental) | shungo. | Fujisuke Miki, Saitou Shinya | 4:18 |